# Andrea Jeremiah
Andrea Jeremiah (Chennai, 21 de diciembre de 1986) es una actriz y cantante india, popular en las industrias tamil, malabar y télugu. Inició su carrera como cantante de playback, pero con el paso del tiempo ha logrado figurar en una gran cantidad de producciones cinematográficas en su país natal.

## Filmografía

### Cine
| Año  | Título original        | Papel                | Idioma  | Notas              |
| ---- | ---------------------- | -------------------- | ------- | ------------------ |
| 2005 | Kanda Naal Mudhal      | Chica en la boda     | Tamil   | No acreditada      |
| 2007 | Pachaikili Muthucharam | Kalyani Venkatesh    | Tamil   |                    |
| 2010 | Aayirathil Oruvan      | Lavanya Chandramouli | Tamil   |                    |
| 2011 | Mankatha               | Sabitha Prithviraj   | Tamil   |                    |
| 2012 | Oru Kal Oru Kannadi    | Novia de Murugan     | Tamil   |                    |
| 2012 | Saguni                 | Andrea               | Tamil   |                    |
| 2013 | Annayum Rasoolum       | Anna                 | Malabar |                    |
| 2013 | Vishwaroopam           | Ashmita Subramaniam  | Tamil   |                    |
| 2013 | Vishwaroop             | Ashmita Subramaniam  | Hindi   |                    |
| 2013 | Tadakha                | Nandu                | Télugu  |                    |
| 2013 | Endrendrum Punnagai    | Sonia                | Tamil   |                    |
| 2014 | Inga Enna Solluthu     | Novia de Raghu       | Tamil   |                    |
| 2014 | London Bridge          | Pavithra             | Malabar |                    |
| 2014 | Aranmanai              | Madhavi              | Tamil   |                    |
| 2014 | Poojai                 | Ella misma           | Tamil   | Aparición especial |
| 2015 | Aambala                | Ella misma           | Tamil   | Aparición especial |
| 2015 | Valiyavan              | Subhiksha            | Tamil   |                    |
| 2015 | Uttama Villain         | Arpana               | Tamil   |                    |
| 2015 | Loham                  | Jayanthi             | Malabar |                    |
| 2016 | Idhu Namma Aalu        | Priya                | Tamil   |                    |
| 2016 | Thoppil Joppan         | Annie                | Malabar |                    |
| 2017 | Taramani               | Althea Johnson       | Tamil   |                    |
| 2017 | Thupparivaalan         | Pritha               | Tamil   |                    |
| 2017 | The House Next Door    | Lakshmi              | Hindi   |                    |
| 2017 | Aval                   | Lakshmi              | Tamil   |                    |
| 2017 | Gruham                 | Lakshmi              | Télugu  |                    |
| 2018 | Vishwaroopam II        | Ashmita Subramaniam  | Tamil   |                    |
| 2018 | Vishwaroop 2           | Ashmita Subramaniam  | Hindi   |                    |
| 2018 | Vada Chennai           | Chandra              | Tamil   |                    |